# Forró da Brucelose
Forró da Brucelose é uma banda brasileira de forró eletrônico, formada na década de 1990 na cidade de Gravatá, pelo cantor, compositor, sanfoneiro, médico veterinário, e político Gilson Machado Neto..

## História
Gilson Machado tinha chegado de sua tese de mestrado do Rio Grande do Sul e lançou seu primeiro disco de carreira solo intitulado "GILSON MACHADO NETO".
O debochado nome da banda surgiu em virtude da péssima qualidade dos músicos que a formavam. Brucelose é uma doença característica do gado bovino, que também é transmitida para o homem (zoonose), causado por uma bactéria chamada brucela abortus, que causa o aborto nas vacas.
O primeiro álbum foi lançado em 1995 e vendeu cerca de 25 mil cópias, com destaque para "O Dia Nascendo" (de Gilson Neto e Lígia Dantas), "Pinote do Garrote" (de Savinho) e "Me Leva Vaqueiro" (de Lígia Dantas).
Em 1996, a banda lançou seu segundo álbum, destinado aos amantes da vaquejada, obtendo a marca de 32 mil cópias vendidas, com destaque para as músicas "Amor, Vinho e Paixão" (de Félix Porfírio e Noel Tavares), "Solidão" (de Gilson Neto) e "Amor Menino" (de Chico Dantas, Marco D'Lima e Gilson Neto).
Em 1997, a banda vendeu 150 mil cópias em seu terceiro álbum e passou a fazer sucesso em todo a região Nordeste do Brasil. O segundo álbum apresentou como destaques as músicas "Sede de Te Amar" (de Carlúcio Cardoso), "Doce Pecado" (de Gino Liver e Gilson Neto), "Raios de Néon" (uma versão de música de Freddie Perren), "É o Amor" (de Gilson Neto) e "Falta Um Boi Vaqueiro" (de Juvenal Oliveira).
Em 1998, a banda estourou definitivamente em todo o nordeste, com a vendagem de mais de 300 mil cópias de seu quarto álbum, fazendo uma mistura de forró com música sertaneja, com destaque para "Te Amo Demais" (de Marquinhos Maraial e Gilson Neto), "Porque Brigamos" (uma versão de Rossini Pinto para a música "I'm Said", de Neil Diamond) e "Se Uma Lágrima Rolar" (de Carlucia Cardoso).
Em 1999, a banda lançou o primeiro álbum ao vivo, gravado nas cidades de Gravatá (PE), Glória do Goitá (PE), São Luís (MA) e Fortaleza (CE), incluindo no repertório ritmos como forró romântico, xote, xaxado, baião, marcha e música sertaneja. Foram gravados sucessos como "Doce Pecado", "Sede de Te Amar", "O Dia Nascendo" e "Me Leva Vaqueiro", dentre outras, além de clássicos como "Sala de Reboco", de Luiz Gonzaga e José Marcolino e "Frevo Mulher", de Zé Ramalho.
Em 2000, a banda gravou seu sexto álbum, com as participações especiais de Zé Ramalho e de Novinho da Paraíba, destacando-se as composições "O Homem Quando Ama" (de Marquinhos Maraial, Genaro e Gilson Neto), "Vontade Louca" (de Gilson Neto), "Monogâmicos" (de Josã e Gilson Neto) e "Cavalo do Cão", de Zé Ramalho. 
A banda costuma apresentar-se constantemente em feiras agropecuárias, rodeios e vaquejadas, fazendo uma média de 12 shows por mês.

## Integrantes
- Vocais: Vivian Alves / Luciana Brandys / Damião Duarte / Gilson Machado Neto / Alex Vieira
- Acordeon: Gilson Machado Neto / Robinho
- Violão: Chico Dantas
- Guitarra: Lalá / Pelanco
- Baixo: Maurício
- Teclados: Cristóvão
- Baixo: Rafael

## Discografia
| Ano  | Título                    |
| ---- | ------------------------- |
| 1995 | Forró da Brucelose vol .1 |
| 1996 | Forró da Brucelose vol. 2 |
| 1997 | Brucelose vol. 3          |
| 1998 | Brucelose vol. 4          |
| 1999 | Brucelose Ao Vivo         |
| 2000 | Brucelose vol. 5          |
| 2001 | Brucelose vol. 6          |
| 2002 | Ao Vivo (2ª Parte)        |
| 2002 | Brucelose (2002)          |
| 2003 | Ao Vivo e Inéditas        |
| 2004 | Você é 10                 |
| 2005 | 10 Anos Ao Vivo           |
| 2007 | Brucelose (2007)          |
| 2009 | Brucelose (2009)          |
| 2011 | Brucelose Ao Vivo         |